# Chamaecytisus purpureus
Il citiso purpureo (Chamaecytisus purpureus (Scop.) Link, 1831) è un piccolo arbusto, erbaceo, a portamento un po' prostrato, appartenente alla famiglia delle Fabacee.

## Etimologia
L'epiteto specifico (purpureus) fa riferimento al colore della corolla.

## Descrizione
Le piante di questa specie sono suffrutici, infatti la forma biologica è del tipo camefita suffruticosa (Ch suffr), ossia sono piante perenni e legnose alla base, con gemme svernanti poste ad un'altezza dal suolo tra i 12 ed i 20 cm (massimo 50 cm); nella stagione fredda le porzioni erbacee si seccano e rimangono in vita soltanto le parti legnose e ipogee.

### Fusto
I fusti sono legnosi e molto ramosi con portamento prostrato-ascendente. L'altezza del fusto varia da 12 a 20 cm.

### Foglie
Le foglie sono trifogliate a tre segmenti (o lobi o foglioline) di forma ellittica con apice acuto. La pagina superiore dei lobi è percorsa da nervi che però non raggiungono il margine del lobo stesso. Il margine delle foglie è intero. Le foglie sono picciolate e il colore è verde scuro, sono inoltre pelose sulle venature. Dimensione del picciolo : 8 mm; dimensione dei lobi: larghezza 5 – 7 mm, lunghezza 9 – 12 mm.

### Infiorescenza
L'infiorescenza è composta da fiori isolati posti all'ascella delle foglie superiori ed ha la particolarità di presentarsi con fiori mescolati alle foglie stesse (= racemo foglioso).

### Fiore
I fiori sono colorati di porpora (raramente bianchi o rosati), sono ermafroditi, pentameri, zigomorfi, eteroclamidati (calice e corolla ben differenziati) e diplostemoni (gli stami sono il doppio dei petali). La dimensione totale del fiore è di 15 – 22 mm.
- Formula fiorale:

K (5), C 3+(2), A (10), G 1 (supero)
- Calice: il calice è del tipo tubulare (gamosepalo) assai più lungo che largo (mediamente è lungo il doppio dei denti) e termina con 5 denti acuti (il calice è bilabiato in quanto i 5 denti sono raggruppati in due denti superiori brevi e tre inferiori più lunghi), Il calice spesso è arrossato. Dimensione del tubo del calice: larghezza 3 mm, lunghezza 7 mm; lunghezza dei denti: 3 – 4 mm.
- Corolla: la corolla, (a 5 petali) è del tipo papilionaceo dialipetalo: ossia un petalo centrale più sviluppato degli altri ed è ripiegato verso l'alto (vessillo spatolato); i due petali intermedi (le ali) sono liberi e in posizione laterale; mentre gli altri due rimanenti, inferiori, (carena) sono concresciuti e inclusi nelle ali. Dimensione del vessillo: larghezza 13 mm, altezza 20 – 22 mm; dimensione delle ali laterali: larghezza 4 mm, lunghezza 15 mm; dimensione della carena: 15 mm.
- Androceo: gli stami sono 10 connati (saldati in un fascio unico = monadelfi).
- Gineceo: lo stilo è unico e ricurvo su un ovario supero formato da un carpello uniloculare. Lo stigma è apicale.
- Fioritura: da maggio (in pianura anche in aprile) a giugno.

### Frutti
Il frutto è un legume glabro appiattito di tipo deiscente. I semi (giallastri e scuri) alla base presentano una appendice callosa. Dimensione del legume: larghezza 4 –5 mm, lunghezza 15 – 25 mm.

## Biologia
- Impollinazione: l'impollinazione avviene tramite insetti (impollinazione entomogama).
- Riproduzione: la fecondazione avviene fondamentalmente tramite l'impollinazione dei fiori (vedi sopra).
- Dispersione: i semi cadendo a terra sono dispersi soprattutto da insetti tipo formiche (disseminazione mirmecoria).

## Distribuzione e habitat

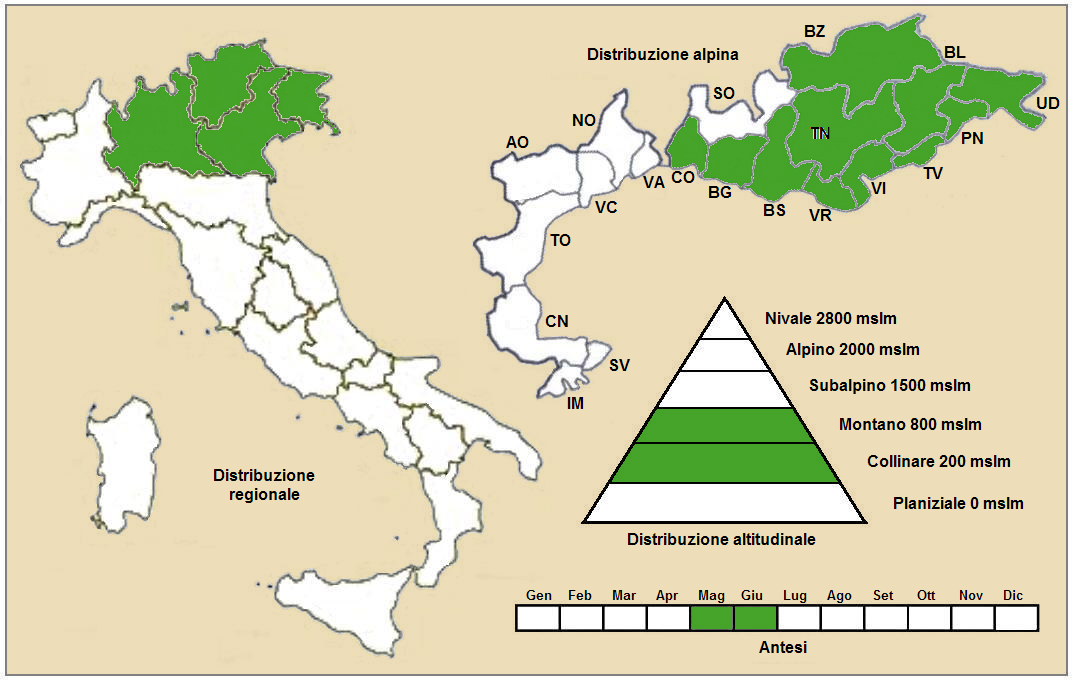
Distribuzione della pianta
(Distribuzione regionale – Distribuzione alpina)

- Geoelemento: il tipo corologico (area di origine) è Est-Alpino/Illirico.
- Distribuzione: nelle Alpi si trova in prevalenza nella parte orientale: dalla provincia di Como a quella di Udine (non è presente in altre parti d'Italia). Fuori dalla nostra penisola si trova nelle Alpi Dinariche.[4]
- Habitat: l'habitat tipico per queste piante sono i prati aridi e le brughiere rupestri subalpine. Il substrato preferito è calcareo con pH basico e terreni secchi a basso contenuto nutrizionale.
- Distribuzione altitudinale: si trova dai 200 ai 800 m s.l.m. (raramente 1300 m s.l.m.). Sui rilievi si trova quindi nei piani collinari e montani.

### Fitosociologia
Dal punto di vista fitosociologico la specie di questa scheda appartiene alla seguente comunità vegetale:
Formazione : comunità forestali
Classe : Erico-pinetea

## Tassonomia
Il genere Chamaecytisus appartiene alla tribù delle Genisteae caratterizzata dall'avere tutti e 10 gli stami monadelfi. La tribù è descritta all'interno della grande sottofamiglia Faboideae (o anche come sinonimo: Papilionoideae) caratterizzata dall'avere i fiori simili a farfalle.
Il numero cromosomico di C. purpureus è: 2n = 48.

### Chimere

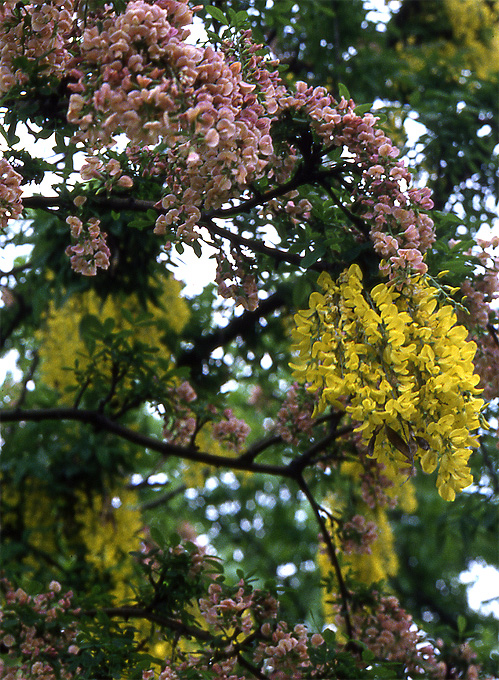
+ Laburnocytisus adamii

Da un innesto di Chamaecytisus purpureus su Laburnum anagyroides, effettuato per la prima volta a Parigi nel 1825 da Jean-Louis Adam, si è ottenuta una chimera intergenerica nota come + Laburnocytisus adamii. Questa entità può essere definita anche come Cytisus purpureus + Laburnum anagyroides.
L'aspetto di questa chimera è molto particolare: un albero con rami a fiori gialli (colore originale del Laburnum anagyroides) e rami a fiori purpurei.

### Specie simili
Una certa somiglianza può essere riscontrata con alcuni fiori del genere Lathyrus (della stessa famiglia); in particolare con la specie Lathyrus tuberosus L. (Cicerchia tuberosa). I fiori hanno lo stesso colore e forma papilionacea. Si distingue comunque per una maggiore altezza (i fusti non sono legnosi), per le foglie che sono disposte a due a due e per la presenza di cirri caratteristici per questo genere.

## Usi
Queste piante contengono una certa quantità di alcaloidi ("sparteina") con azione cardio-tonica e diuretica e altri olii eterei. Gli alcaloidi determinano una certa velenosità. I sintomi possono essere di sonnolenza, vomito e convulsioni. Si può morire per asfissia.

### Giardinaggio
Citiso purpureo è utilizzato nel giardinaggio di bordura; le prime documentazioni sull'utilizzo di questa pianta, in Europa, risalgono al 1792.

## Altre notizie
Il citisio purpureo in altre lingue è chiamato nei seguenti modi:
- (DE)  Roter Zwergginster oppure Roter Geißklee
- (FR)  Petit-cytise pourpre
- (EN)  Scarlet Dwarf Broom

## Galleria d'immagini

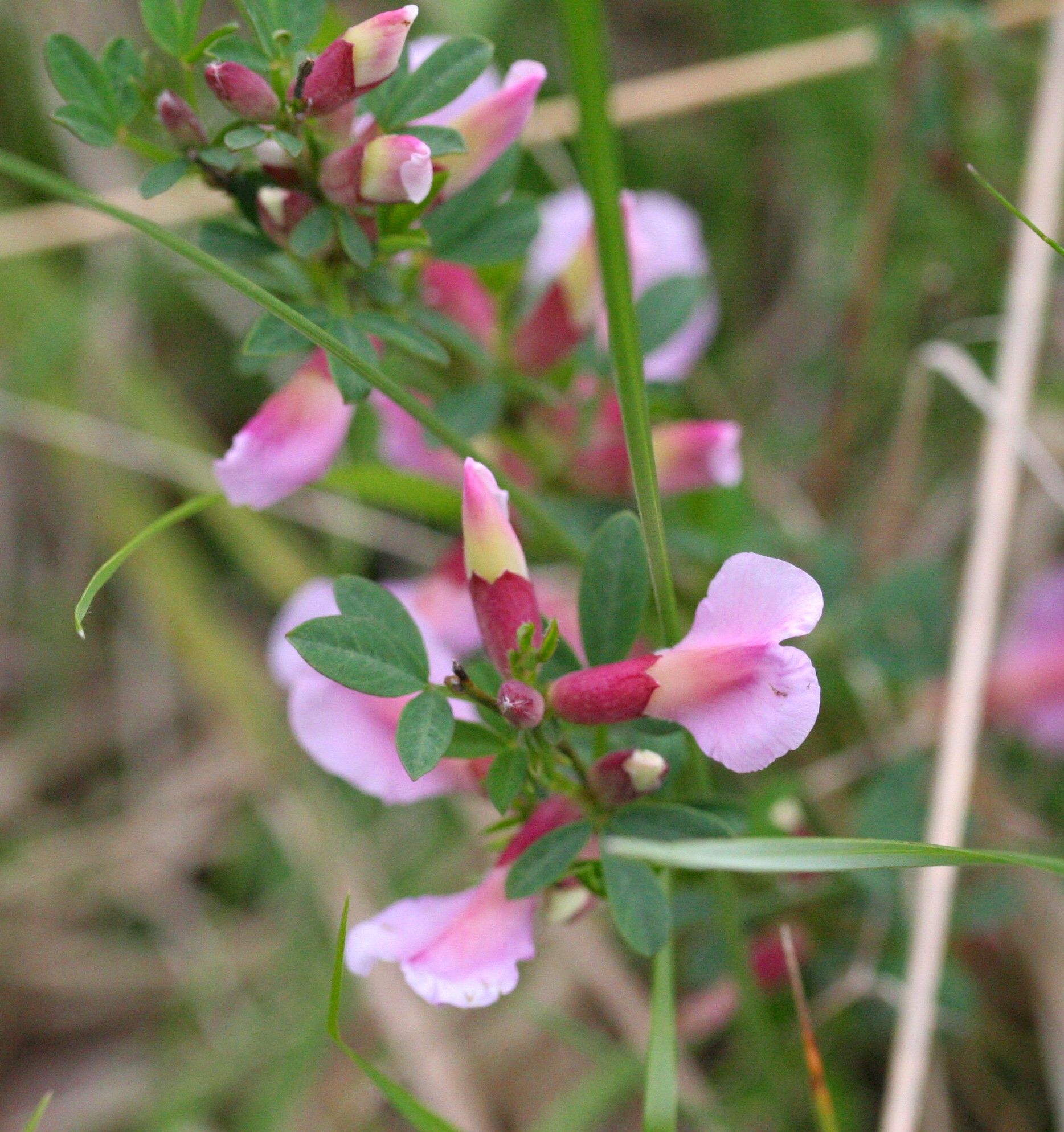
Località Val Piana, Limana (BL), quota 850 – 25/05/2008
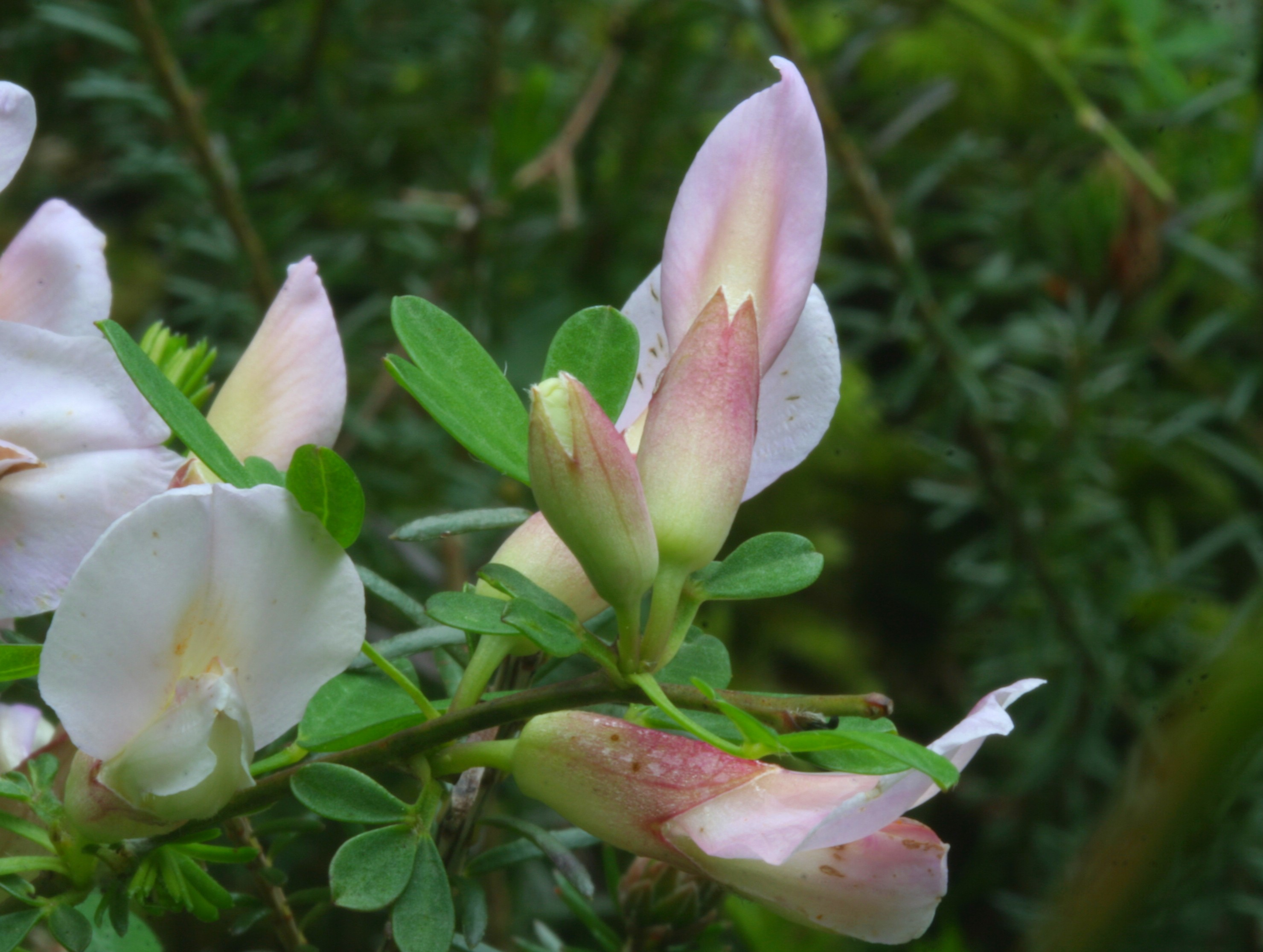
Località Val Piana, Limana (BL), quota 850 - 01/06/2008